# The Damnation Game
The Damnation Game — музичний альбом гурту Symphony X. Виданий 1995 року лейблом Zero Corporation. Загальна тривалість композицій становить 46:25. Альбом відносять до напрямку прогресивний метал.

## Список пісень
1. «The Damnation Game» — 4:32
2. «Dressed to Kill» — 4:44
3. «The Edge of Forever» — 8:08
4. «Savage Curtain» — 3:30
5. «Whispers» — 4:48
6. «The Haunting» — 5:21
7. «Secrets» — 5:42
8. «A Winter's Dream — Prelude» (Part I) — 3:03
9. «A Winter's Dream — The Ascension» (Part II) — 5:40